# Брис Самба
Брис Лориш Самба (фр. Brice Lauriche Samba, Линзоло, 25. април 1994) је француски фудбалер који тренутно наступа за Ланс. Игра на позицији голмана.

## Успеси
Нанси
- Друга лига Француске  (1) : 2015/16.[4]

Појединачни
- ПФА идеални тим Чемпионшипа: 2019/20.[5]
- Најбољи голман Прве лиге Француске: 2022/23.[6]
- УНФП иделани тим Прве лиге Француске: 2022/23.[7]